# Kurzenkoiellus
Kurzenkoiellus is een vliegengeslacht uit de familie van de roofvliegen (Asilidae).

## Soorten
- K. dasypygus (Loew, 1849)